# Свитич, Луиза Григорьевна
Луиза Григорьевна Свитич (род. 19 мая 1937, Котельнич, Кировская область) — советский и российский ученый, социолог и журналист. Доктор филологических наук, ведущий научный сотрудник Проблемной научно-исследовательской лаборатории комплексного изучения актуальных проблем журналистики факультета журналистики МГУ имени М. В. Ломоносова. Заслуженный научный работник Московского университета.

## Биография
Родилась 19 мая 1937 года в городе Котельнич Кировской области. Окончила филологический факультет Пермского государственного университета по специальности «Филолог». В 1972 году защитила кандидатскую диссертацию по теме «Журналист районной газеты: опыт конкретно-социологического исследования», в 2002 году — докторскую по теме «Журнализм в системе глобальных информационно-креативных процессов».

## Научная деятельность
Основной областью научных интересов Луизы Григорьевны являются проблемы социологии и теоретические исследования деятельности СМИ, организация редакционной деятельности, философские аспекты журналистики, а также журнализм в свете современных научных парадигм и аксиология журналистики.
В МГУ читает лекции по курсам:
- «Креативность в журналистике»
- «Методы исследования журналистики»
- «Аудитория СМИ»
- «Философские аспекты современной журналистики»

Участвовала в программных комитетах крупных научных конференций («Журналистика в 2013 году: Регионы в российском медиапространстве. Международная научно-практическая конференция», 370 участников).

## Некоторые публикации
- Свитич Л. Г. Социология журналистики. — М.: Юрайт, 2017. — 397 с. — ISBN 978-5-534-00396-3.
- Свитич Л. Г. Введение в специальность. Профессия: журналист. — М.: Аспект Пресс, 2010. — 256 с. — ISBN 978-5-7567-0602-4.
- Свитич Л. Г., Ширяева А. А. Российский журналист и журналистское образование. — М.: ВК, 2006. — 324 с. — ISBN 5-98405-034-X.
- Свитич Л. Г., Смирнова О. В., Ширяева А. А., Шкондин М. В. Тематическая модель городских газет мегаполисов // Вопросы теории и практики журналистики. — 2018. — Т. 7, № 3. — С. 371—393.
- Свитич Л. Г. Миссия журналистики: поле понятий и терминов // Вопросы теории и практики журналистики. — 2013. — № 1. — С. 16—36. — ISSN 2308—6203.
- Свитич Л. Г. Будем делать журнал сообща // Вокруг света. — 1997. — № 4. — С. 77—80.
- Свитич Л. Г. Эрудиты // Вокруг света. — 1997. — № 12. — С. 71—73.

## Награды
- Знак отличия «За наставничество» (28 декабря 2024 года) — за заслуги в профессиональном становлении молодых специалистов и активную наставническую деятельность[3].